# 청암문화재단
청암문화재단은 문화상을 제정, 시행하고 한국 미술과 음악발전에 이바지할 수 있는 사업을 전개함으로써 문화 예술의 창달에 기여할 목적으로 1997년 12월 19일 설립된 문화체육관광부 소관의 재단법인이다. 사무실은 서울특별시 용산구 한남동 794-4에 있다.

## 주요 업무
- 문화상 시상
- 조각품 전시장 설치 및 전시관 건립, 운영
- 미술자료의 수집조사연구
- 화집 및 간행물 발행 등